# Kaspars Ozers
Kaspars Ozers, nacido el 15 de septiembre de 1968 en Rajons de Kuldīga, es un ciclista letón ya retirado que fue profesional de 1994 a 1997. 

## Palmarés
1990
- 1 etapa del Cinturón a Mallorca

1994
- 1 etapa del Circuito Franco-Belga
- 1 etapa del Regio-Tour

## Resultados en las grandes vueltas
| Carrera         | 1994 | 1995  | 1996 | 1997 |
| --------------- | ---- | ----- | ---- | ---- |
| Giro de Italia  | -    | -     | -    | -    |
| Tour de Francia | -    | Ab.   | Ab.  | -    |
| Vuelta a España | -    | 101.º | -    | -    |
| Mundial en Ruta | -    | -     | -    | -    |

-: no participa